# Vibração flexional

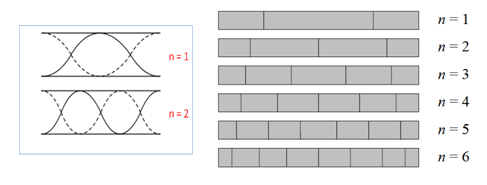
(a) Localização dos nós e anti-nós para uma onda estacionária numa corda com extremidades livres. (b) Modo de vibração flexional para uma barra de secção retangular, com as linhas nodais indicadas.

A vibração flexional, também conhecida como vibração transversal, representa o modo de vibração mais complexo dentre os três principais modos de vibração (vibração longitudinal, vibração flexional e vibração torcional) em relação ao modo como a frequência de ressonância é afetada, não apenas pelo comprimento e secção transversal do corpo de prova, mas pela razão entre ambos.. 
Para corpos de prova em formato de barras, é mais fácil excitar a vibração flexional do que a vibração longitudinal. E, sendo assim, a vibração flexional é a mais recomendada na determinação do módulo de Young de barras. 

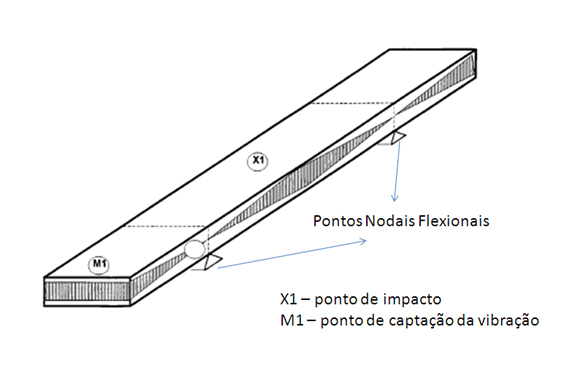
Barra retangular excitada para captação das frequências flexionais.

Uma barra apoiada livremente apresenta uma série de nós (locais cuja amplitude da onda é zero, ou seja, onde ocorrem interferências destrutivas) e antinós ou ventres (locais onde a amplitude atinge seu valor máximo, ou seja, apresentam interferência construtiva). 
Para a menor frequência de ressonância chamada de frequência flexional fundamental (ou modo fundamental) os pontos nodais (amplitude zero) ocorrem a 0,224L de cada extremidade (sendo L o comprimento da barra), com os antinós ou ventres (amplitude máxima) localizados no centro e em cada extremidade. 
Pela figura é possível observar que quando n = 1, os pontos nodais aparecem nas extremidades, (0,224L), enquanto que o máximo de amplitude localiza-se no centro da barra e em suas extremidades.
Portanto, as frequências flexionais surgem quando um corpo de prova no formato de barra encontra-se apoiado em seus pontos nodais (0,224L) e o mesmo sofre um impacto no centro ou nas extremidades (locais de maior amplitude da onda).
Vários tipos de suportes são utilizados para apoiar corretamente os corpos de prova nos pontos nodais de acordo com sua geometria e tamanho e com auxílio de equações matemáticas e equipamentos modernos obtém-se o módulo de Young com grande precisão.    
- Módulo de Young
  - Ensaio não destrutivo
- Vibração longitudinal
- Vibração torcional

## Vibrações livres transversais
Considere o problema de vibrações livres transversais de uma barra infinita governada por
{\displaystyle {\operatorname {\partial ^{4}} \!y \over \operatorname {\partial } \!x^{4}}+{\frac {1}{a^{2}}}{\operatorname {\partial ^{2}} \!y \over \operatorname {\partial } \!t^{2}}=0,t>0,x\in (-\infty ,+\infty )}
{\displaystyle y(x,0)=f(x)}
{\displaystyle {\operatorname {\partial } \!y \over \operatorname {\partial } \!t}(x,0)=ag''(x).}
Usando a transformada de Fourier e pondo{\displaystyle Y(k,t)={\mathcal {F}}\{y(x,t)\}}, obtemos
{\displaystyle {\operatorname {\partial ^{2}} \!Y \over \operatorname {\partial } \!t^{2}}+k^{4}a^{2}Y=0}
{\displaystyle Y(0)={\mathcal {F}}\{f\}=F(k)}
{\displaystyle {\operatorname {\partial } \!Y \over \operatorname {\partial } \!t}(0)=-ak^{2}G(k).}
tendo a resolução
{\displaystyle Y(k,t)=F(k)\cos(ak^{2}t)-G(k)\operatorname {sen}(ak^{2}t).}
Tomando a transformada inversa de Fourier
{\displaystyle y(k,t)={\frac {1}{2\pi }}\int _{-\infty }^{\infty }F(k)\cos(ak^{2}t)e^{itk}\,dk-{\frac {1}{2\pi }}\int _{-\infty }^{\infty }G(k)\operatorname {sen}(ak^{2}t)e^{itk}\,dk.}
Usando o fato que,
{\displaystyle \int _{-\infty }^{\infty }e^{-k^{2}a}e^{ikx}\,dk={\frac {\sqrt {\pi }}{\sqrt {a}}}e^{\frac {x^{2}}{4a}}}
e
{\displaystyle {\frac {1}{(ai)^{\frac {1}{2}}}}={\frac {1}{\sqrt {a}}}e^{i{\frac {1}{4}}\pi },}
trocamos a por ai para obter
{\displaystyle {\frac {1}{2\pi }}\int _{-\infty }^{\infty }(\cos(ak^{2}t)-i\operatorname {sen}(ak^{2}t))e^{itk}\,dk={\frac {1}{2{\sqrt {a\pi }}}}e^{({\frac {x^{2}}{4a}}-{\frac {\pi }{4}})}.}
Tomando as partes real e imaginária nesta equação obtemos que
{\displaystyle {\frac {1}{2\pi }}\int _{-\infty }^{\infty }\cos(ak^{2}t)e^{itk}\,dk={\frac {\sqrt {2}}{4{\sqrt {a\pi }}}}{\biggl (}\cos \left({\frac {x^{2}}{4a}}{\biggr )}+\operatorname {sen} \left({\frac {x^{2}}{4a}}\right)\right)}
e
{\displaystyle {\frac {1}{2\pi }}\int _{-\infty }^{\infty }\operatorname {sen}(ak^{2}t)e^{itk}\,dk={\frac {\sqrt {2}}{4{\sqrt {a\pi }}}}{\biggl (}\cos \left({\frac {x^{2}}{4a}}{\biggr )}-\operatorname {sen} \left({\frac {x^{2}}{4a}}\right)\right).}
Usando o resultado sobre convoluções das propriedades de Fourier, obtemos que:
{\displaystyle {\frac {1}{2\pi }}\int _{-\infty }^{\infty }F(k)\cos(ak^{2}t)e^{-itk}\,dk={\frac {\sqrt {2}}{4{\sqrt {at\pi }}}}\int _{-\infty }^{\infty }f(x-y)\left[cos\left({\frac {y^{2}}{4at}}\right)+\operatorname {sen} \left({\frac {y^{2}}{4at}}\right)\right]dy}
e
{\displaystyle {\frac {1}{2\pi }}\int _{-\infty }^{\infty }F(k)\operatorname {sen}(ak^{2}t)e^{-itk}\,dk={\frac {\sqrt {2}}{4{\sqrt {at\pi }}}}\int _{-\infty }^{\infty }g(x-y)\left[cos\left({\frac {y^{2}}{4at}}\right)-\operatorname {sen} \left({\frac {y^{2}}{4at}}\right)\right]dy}
ou seja, 
{\displaystyle y(x,t)={\frac {1}{2{\sqrt {at\pi }}}}\int _{-\infty }^{\infty }f(x-y)\left(cos\left({\frac {y^{2}}{4at}}\right)+\operatorname {sen} \left({\frac {y^{2}}{4at}}\right)\right)dy-{\frac {1}{2{\sqrt {at\pi }}}}\int _{-\infty }^{\infty }g(x-y)\left(cos\left({\frac {y^{2}}{4at}}\right)-\operatorname {sen} \left({\frac {y^{2}}{4at}}\right)\right)dy.}